# Verhivsk
Verhivsk (în ucraineană Верхівськ) este localitatea de reședință a comunei Verhivsk din raionul Rivne, regiunea Rivne, Ucraina.

## Demografie
Componența lingvistică a localității Verhivsk
     Ucraineană (99,34%)
     Alte limbi (0,66%)
Conform recensământului din 2001, majoritatea populației localității Verhivsk era vorbitoare de ucraineană (99,34%), existând în minoritate și vorbitori de alte limbi.